# Tianzhen (socken i Kina)
Tianzhen (kinesiska: 田镇街道, 田镇街) är en socken i Kina. Den ligger i provinsen Shandong, i den östra delen av landet, omkring 93 kilometer nordost om provinshuvudstaden Jinan. Antalet invånare är 40 749. Befolkningen består av 20 443 kvinnor och 20 306 män. Barn under 15 år utgör 17,0 %, vuxna 15-64 år 72 %, och äldre över 65 år 10,0 %.
Genomsnittlig årsnederbörd är 743 millimeter. Den regnigaste månaden är juli, med i genomsnitt 291 mm nederbörd, och den torraste är mars, med 6 mm nederbörd.